# Діснейленд в Гонконгу
Діснейленд Гонконгу (кит:香港迪士尼樂園) — знаходиться в місті Гонконг (КНР). Був відкритий 12 вересня 2005 року. Розташований на острові Лантау, недалеко від Гонконгського аеропорту. Є самим компактним з усіх існуючих Діснейлендів — площа 27,4 Га. Незважаючи на те, що в проєктуванні і розміщенні парку використовувалися деякі елементи східної культури (наприклад — феншуй), явно це не впадає в очі.
На території парку знаходяться готелі: Resort hotels Hong Kong, Disneyland Hotel, disney's Hollywood Hotel, Disney Explorers Lodge (відкриття заплановано на 2017 рік).

## Склад парку
Парк розділений на тематичні області, добре ізольовані один від одного, з тим щоб відвідувачі переходячи з однієї області в іншу повністю занурювалися в атмосферу цієї теми і не могли бачити і чути сусідню.
Зараз у парку представлені наступні тематично області:
- Main Street, U. S. A., вулиця американського міста Мідвест на початку 20-століття;
- Adventureland, джунглі і герої мультфільму Король Лев і Тарзан;
- Fantasyland, герої мультфільмів про Мікі Мауса і Вінні Пуха;
- Tomorrowland, країна майбутнього, атракціони з космічною тематикою.
- Toy Story Land, заснована на тематиці мультфільму «Історія іграшок».
- Grizzly Gulch, селище золотошукачів на дикому Заході. Відкритий 14 липня 2012.
- Mystic Point, містичний будинок. Відкритий 17 травня 2013.